# موکولیپیدوز نوع چهار
موکولیپیدوز نوع چهار نوعی بیماری ذخیره‌ای لیزوزومی است.

## علائم بالینی
- زمان تولد: طبیعی.
- دوران نوزادی و شیرخوارگی: کدورت قرنیه، دژنره شدن شبکیه، عقب ماندگی ذهنی، دژنرسانس عصبی پیشرونده، کاهش تونوس عضلانی، فلج حرکات چشمی و استرابیسم.

## نقص آنزیم
نقص در آنزیم موکولیپیدین یک (پروتئین کانال کلسیم است که احتمالاً در اندوسیتوز مهم است).

## توارث ژنتیکی
اتوزوم مغلوب.

## میزان بروز
نادر.

## روش تشخیص
- بررسی جهش.
- گاسترین سرم: بالا که ممکن است در غربالگری مفید باشد.
- ذخیره گانگلیوزیدها و اجسام مشابه لیپوفوشین در داخل و خارج واکوئلها.

## درمان
ناشناخته.

## آزمون تشخیص قبل از تولد
ندارد.